# Mycetophila clarovittata
Mycetophila clarovittata är en tvåvingeart som beskrevs av Freeman 1951. Mycetophila clarovittata ingår i släktet Mycetophila och familjen svampmyggor. Inga underarter finns listade i Catalogue of Life.